# Grimselsee
Il Grimselsee è un lago artificiale situato sopra il passo del Grimsel nel Canton Berna in Svizzera.
Con un volume totale di 95 milioni di metri cubi è il più importante lago artificiale per la produzione di energia idroelettrica della regione.
La diga è stata completata nel 1932 dalla compagnia Kraftwerke Oberhasli AG (KWO). Il lago si trova nel comune di Guttannen.
Nella stessa zona si trovano anche l'Oberaarsee, il Räterichsbodensee, il Gelmersee e il Totensee.